# ボストン・バロック
ボストン・バロック（Boston Baroque）は、アメリカ・ボストンを拠点として活動する古楽器オーケストラである。

## 概要
1973年に鍵盤楽器奏者のマーティン・パールマンによりバンケット・ムジカーレ（Banchetto Musicale）の名でアメリカ最初の古楽器アンサンブルとして設立される。以来規模を拡大して、現在ではアメリカを代表する古楽器オーケストラとして活動している。設立から現在までパールマンが音楽監督を務めている。
レコーディングは、テラーク・レーベルにパールマン指揮でモンテヴェルディやヘンデル、J・S・バッハの諸作品集を初めとしたバロック作品、モーツァルトの交響曲・協奏曲や宗教曲、モーツァルト他合作のオペラ『賢者の石、または魅惑の島』などがある。

## 外部サイト
- Boston Baroque- 公式ウェブサイト